# 道後商店街

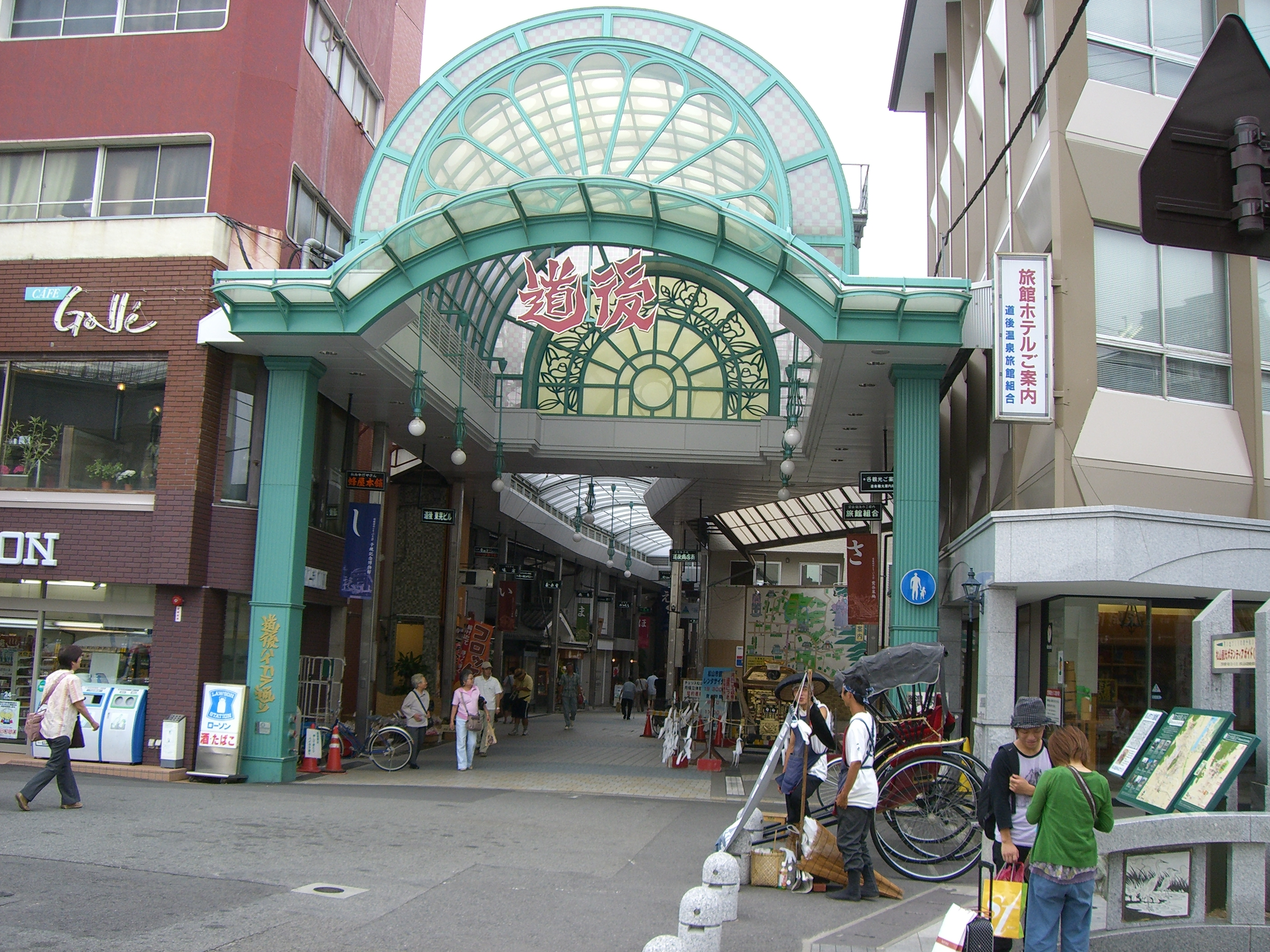
道後温泉駅から見た商店街入口

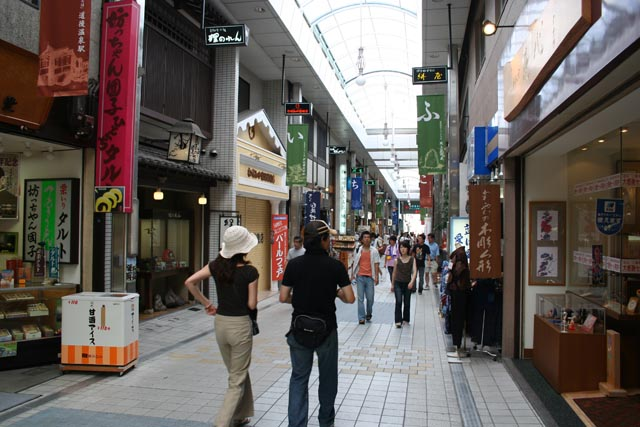
道後ハイカラ通り

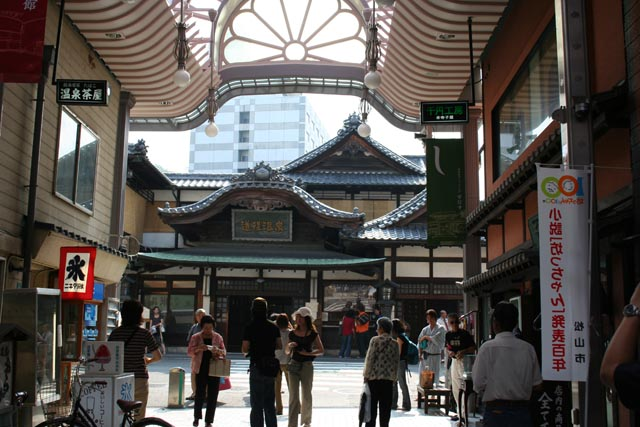
商店街のアーケードからみた本館（2006年8月）

道後商店街（どうごしょうてんがい）とは、愛媛県松山市にある商店街。

## 概要
伊予鉄道の市内電車の道後温泉駅前から道後温泉本館にかけてL字型のアーケードがあり、道の両側にはみやげ物店や飲食店など観光客向けの商店が建ち並んでいる。その数約65店舗。店舗の入れ替わりは多少あるものの、空き店舗が非常に少ない商店街で、空き地は全くない（2006年8月現在）。道幅はあまり広くなく、そのためもあって、浴衣姿の観光客が繰り出す夜8時前後には大変にぎわう。
道後温泉本館が明治時代に建てられ、その門前市的に発達してきた商店街であることから、明治のロマンを感じさせることを活性化の目標としており、愛称も「道後ハイカラ通り」としている。自称「日本一のおみやげ商店街」。
商店主や店員が明治の衣装をまとってパレードを行うイベント等を行っている。
また、2006年3月にアーケードを一部リニューアルしたほか、2018年には入口のゲートが大幅に改修された。

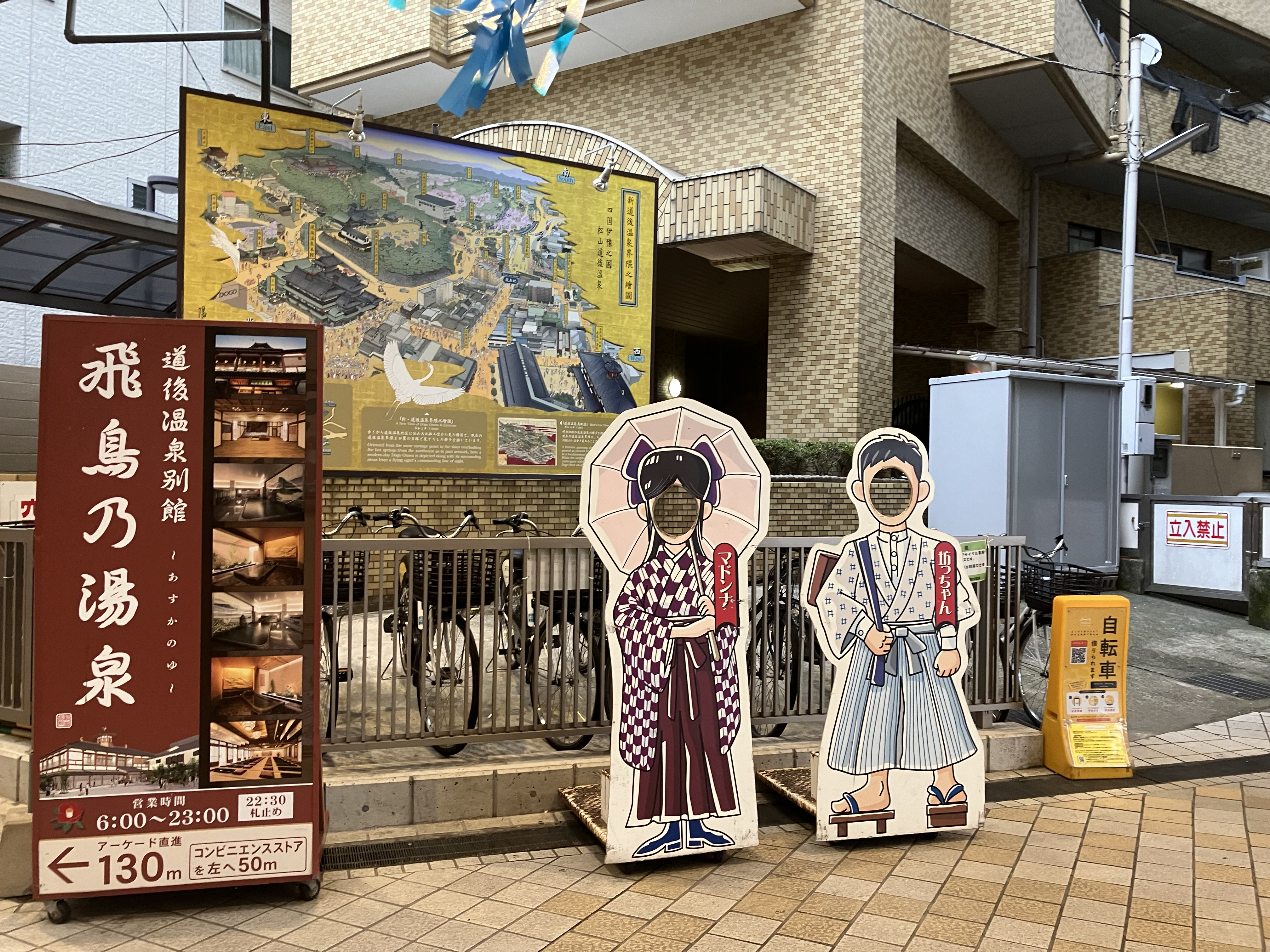
商店街入口にある坊ちゃん、マドンナなど（2025年7月）

## 組織
振興組合組織となっている。商店街組合の事務所は中ほどの路地を西に少し入った場所にある。住所は松山市道後湯之町15-23。

## 道後村めぐり
句碑、神社仏閣、公園など、道後温泉の周辺の観光スポットをめぐり、スタンプを集めると名誉村民に認定してくれる制度。各種のコースが設定されている。観光ガイドブック兼スタンプ帳は観光案内所や各店舗で買い求めることができる。

## 周辺
- 南入り口付近

アーケードの南口は伊予鉄道の市内電車の道後温泉駅前の広場に接し、駅舎や引き込み線に止め置れる坊っちゃん列車は撮影スポットになっている。また、入り口西側には伊予鉄バスの乗り場がある。タクシー乗り場も近くにあり、交通の便がよい。
商店街入り口の右手（東側）には道後温泉旅館組合の事務所があり、一階の一部は（財）松山観光コンベンション協会の年中無休の観光案内所ともなっている（住所は松山市道後湯之町6-8：TEL089-921-3708）。ここには観光ボランティアガイドも待機している（毎日ではないので、要事前確認）。また、入り口東には、からくり時計や足湯、鷺石（道後温泉の鷺伝説のいわれのある石、句碑などがある放生園（ほうじょうえん）という小公園がある。
- 椿の湯

L字の角には、松山市が運営する共同湯、椿の湯がある。
- ホテル・旅館街

商店街の北側から本館をはさんで東側一帯はホテル・旅館街となっている。
- 道後温泉本館

百年以上前に建てられ、夏目漱石も入ったという共同湯。